# Château de Grandchamp
Ne pas confondre avec le château de Grand-Champ dans l'Allier et le château de Grand-Champ en Côte-d'Or.
Le château de Grandchamp est un château situé à Grandchamp, en France.

## Localisation
Le château est situé dans le département français de l'Yonne, sur la commune de Grandchamp.

## Historique
L'édifice est classé au titre des monuments historiques en 1949.

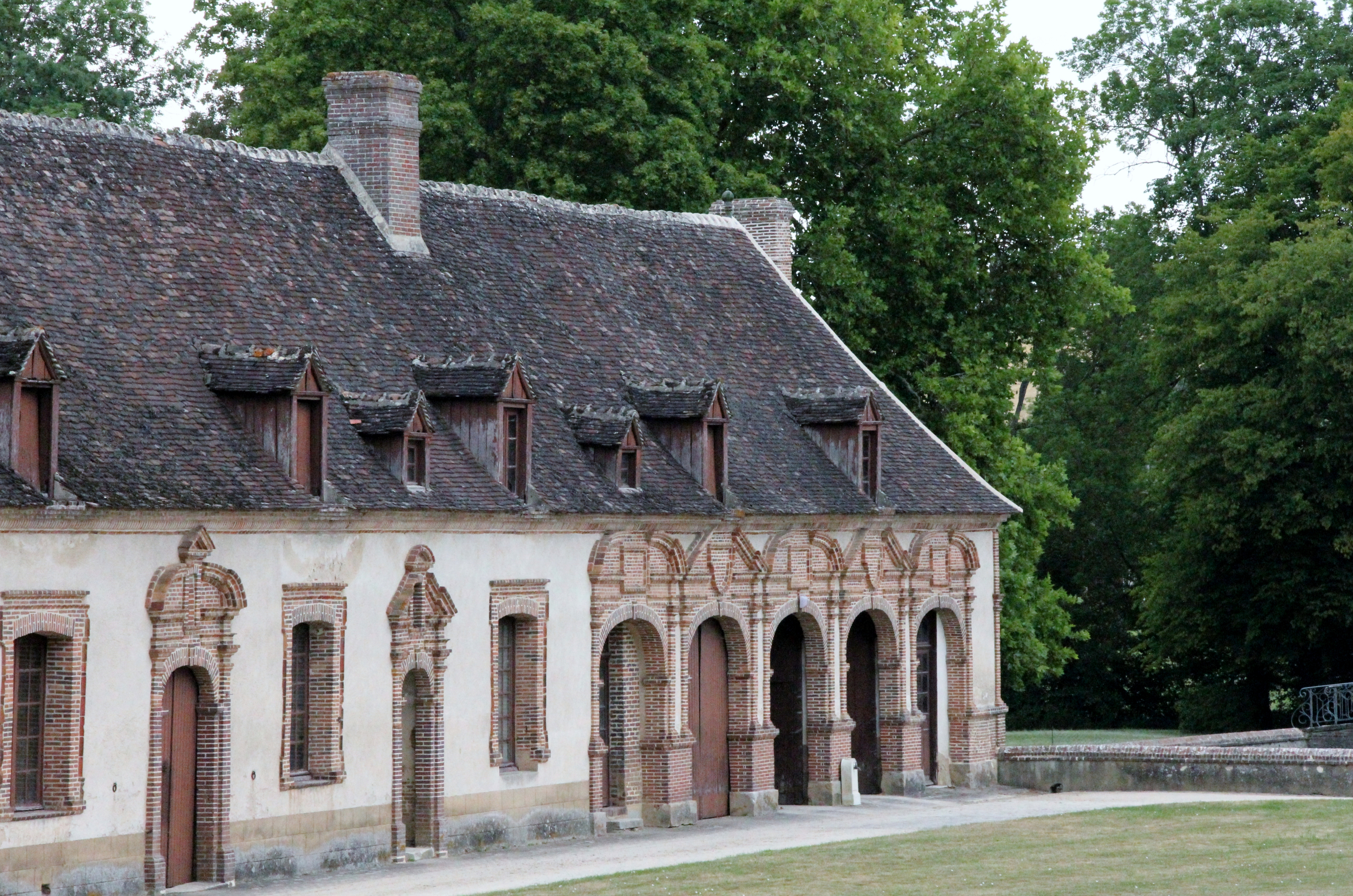
Écuries.
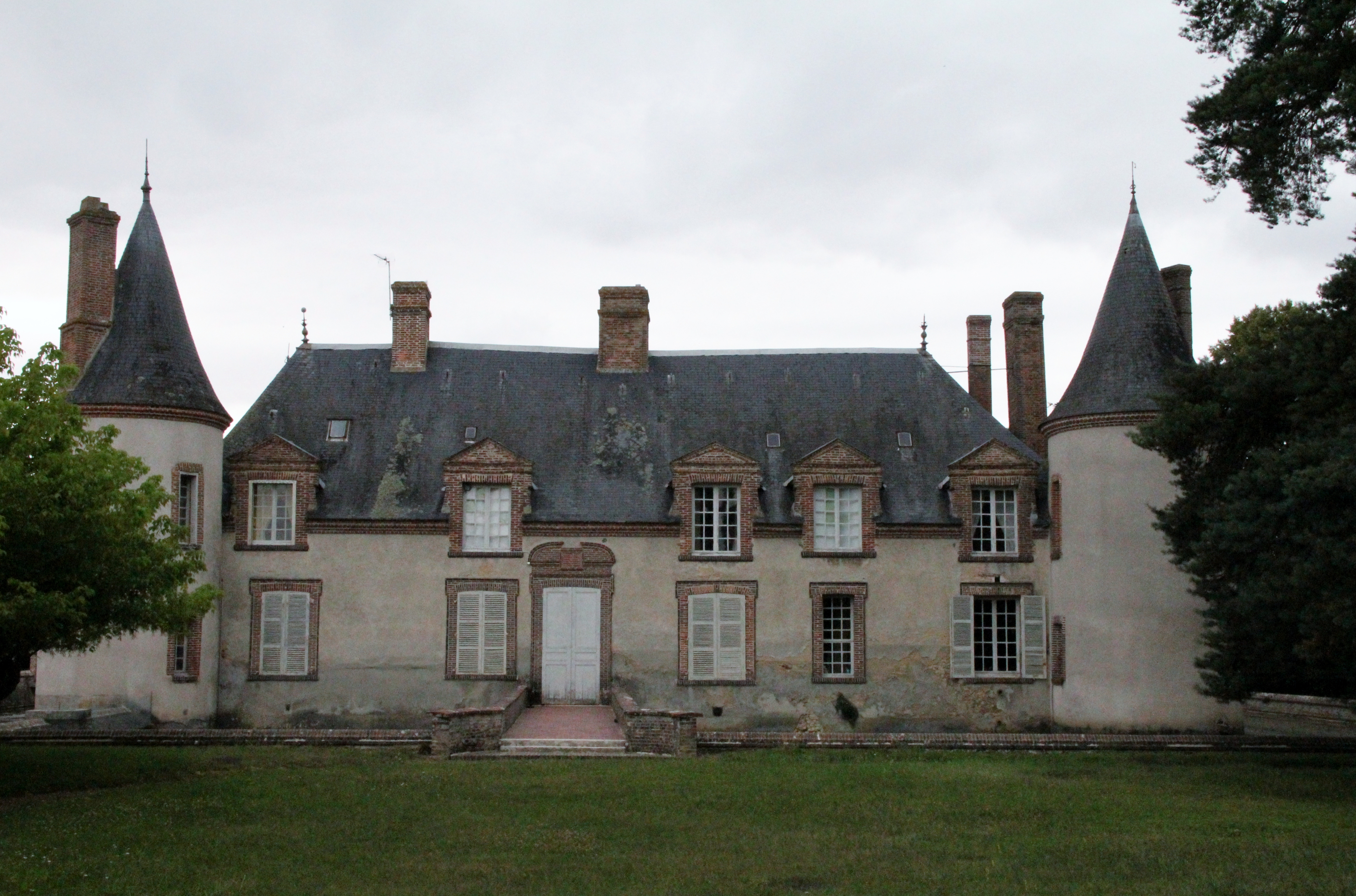
Aile est.
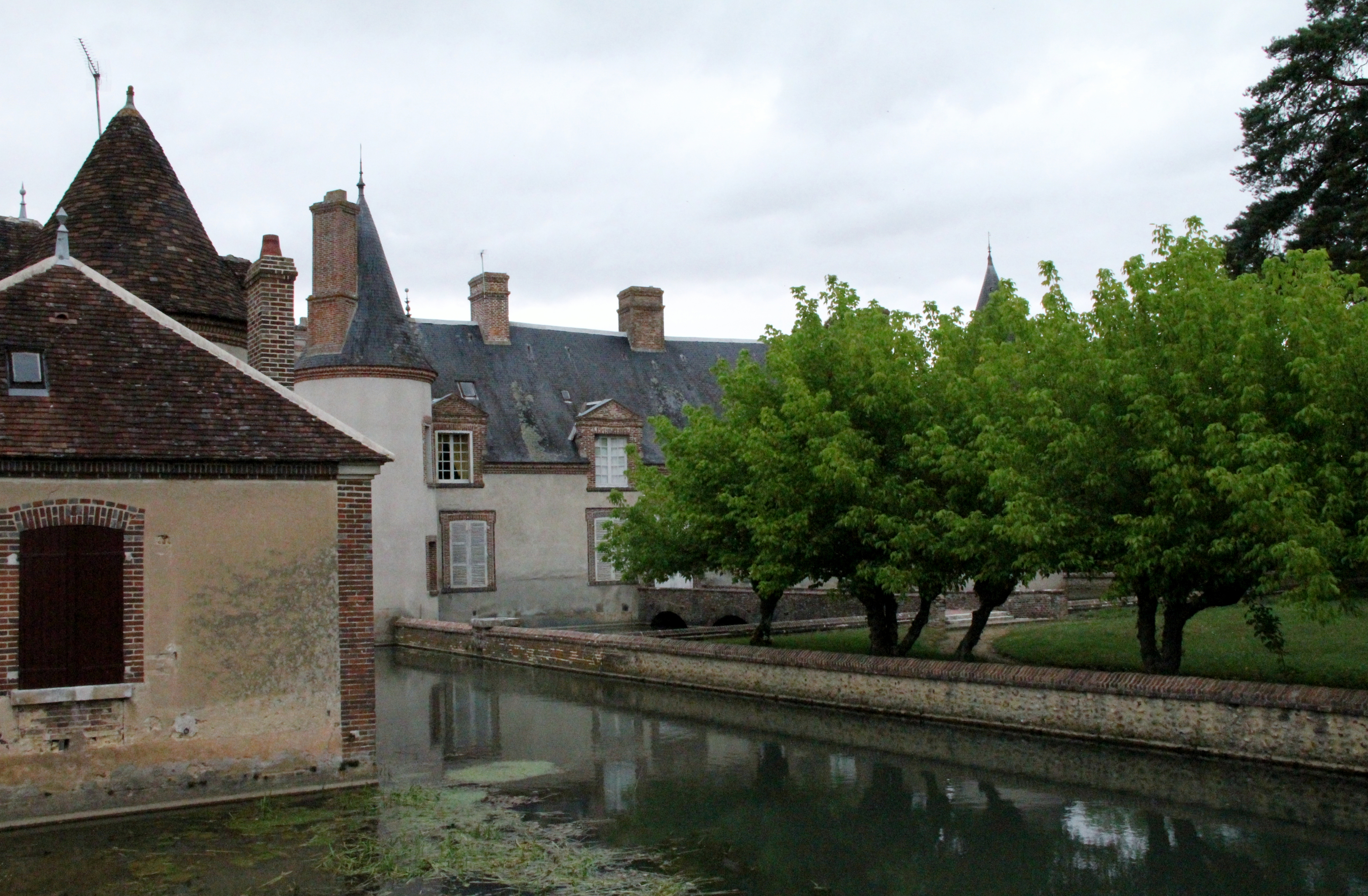
Douves.
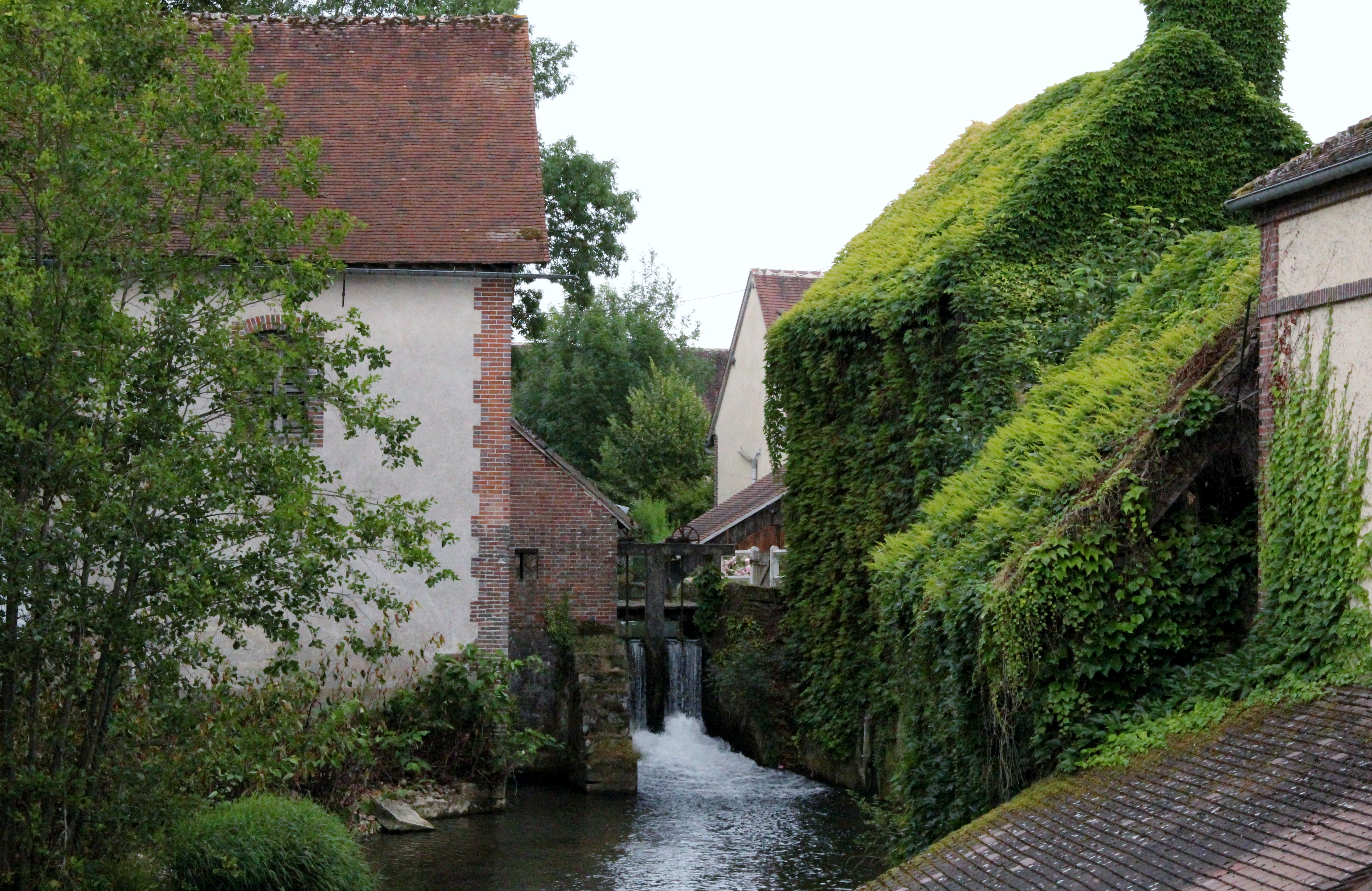
Moulin.